# Silke Renk
Silke Renk (née le 30 juin 1967 à Querfurt) est une athlète allemande spécialiste du lancer du javelot.

## Carrière
Concourant sous les couleurs de la République démocratique allemande vers la fin des années 1980, Silke Renk se révèle durant les Jeux olympiques de Séoul en se classant cinquième de la finale avec un lancer à 66,38 m. Vainqueur des Universiades d'été de Duisbourg dès l'année suivante, elle termine au pied du podium des Championnats d'Europe de 1990. Elle décroche sa première médaille lors d'une compétition internationale majeure en 1991, terminant troisième des Championnats du monde de Tokyo avec la marque de 66,80 m, derrière la Chinoise Xu Demei et sa compatriote Petra Meier. Elle obtient le meilleur résultat de sa carrière en remportant la finale des Jeux olympiques de 1992, à Barcelone, avec un lancer à 68,34 m réalisé lors de sa dernière tentative. Elle devance de huit centimètres Natalya Shikolenko, concurrente de l'Équipe unifiée des anciennes républiques soviétiques. Elle remporte par ailleurs les Championnats d'Allemagne en 1992 et 1993, et se classe sixième des mondiaux de Stuttgart en 1993.
Sa meilleure performance au lancer du javelot est de 71,00 m, établie en juin 1988 à Rostock.

## Palmarès
| Date | Compétition           | Lieu      | Résultat | Marque  |
| ---- | --------------------- | --------- | -------- | ------- |
| 1988 | Jeux olympiques       | Séoul     | 5e       | 66,38 m |
| 1989 | Universiade           | Duisbourg | 1re      |         |
| 1990 | Championnats d'Europe | Split     | 4e       | 64,76 m |
| 1991 | Championnats du monde | Tokyo     | 3e       | 66,80 m |
| 1992 | Jeux olympiques       | Barcelone | 1re      | 68,34 m |
| 1993 | Championnats du monde | Stuttgart | 6e       | 64,00 m |